# Ataque contra Short Creek

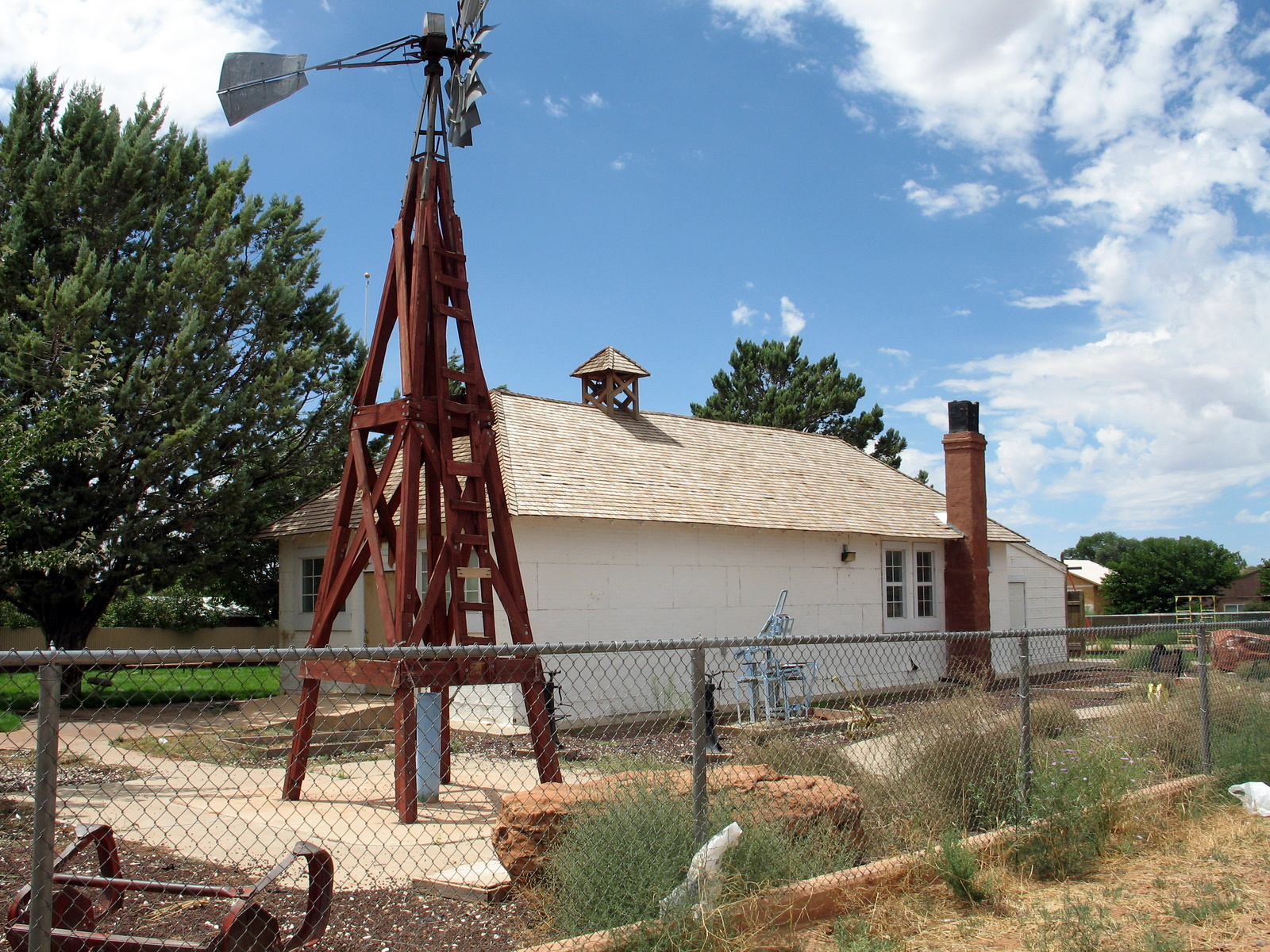
A escola onde os fundamentalistas mórmons estavam durante o ataque.

O ataque em Short Creek é uma ação do Departamento de Segurança Pública do Arizona e da Guarda Nacional do Arizona contra fundamentalistas mórmons que ocorreram na manhã de 26 de julho de 1953, em Short Creek, Arizona . A invasão de Short Creek foi a maior prisão em massa de polígamos na história americana. Na época, foi descrito como "a maior prisão em massa de homens e mulheres na história moderna americana".

## Eventos
Pouco antes do amanhecer de 26 de julho de 1953, 102 oficiais de segurança pública do Arizona e soldados da Guarda Nacional do Arizona entraram em Short Creek. A comunidade—composta por aproximadamente 400 fundamentalistas mórmons—havia sido avisada sobre o ataque planejado e foi encontrada cantando hinos na escola enquanto as crianças brincavam do lado de fora. Toda a comunidade foi levada sob custódia, com a exceção de seis indivíduos que não foram considerados mórmons fundamentalistas. Entre os detidos estavam 263 crianças. Cento e cinquenta crianças que foram levadas sob custódia não tiveram permissão para retornar aos pais por mais de dois anos, e alguns pais nunca recuperaram a custódia de seus filhos.

## Reação pública e midiática
O governador do Arizona, John Howard Pyle, inicialmente chamou a invasão de "uma importante ação policial contra a insurreição" e descreveu os fundamentalistas mórmons como participantes da "mais corrupta conspiração que você poderia imaginar" que foi projetada para produzir "escravos brancos". Mais de 100 repórteres foram convidados por Pyle para acompanhar a polícia para observar o ataque. No entanto, o ataque e suas táticas atraíram principalmente a atenção negativa da mídia; um jornal publicou que: 
 Por que extensão da imaginação as ações das crianças de Short Creek poderiam ser classificadas como insurreição? Os adolescentes que jogavam vôlei em um pátio de escola inspiravam uma rebeldia? Insurreição? Bem, se assim for, uma insurreição com fraldas e vôlei! 
 Na mesma semana em que o Acordo de Armistício da Guerra da Coreia foi assinado, o ataque alcançou notoriedade nos meios de comunicação nos Estados Unidos, incluindo artigos na Time e Newsweek, com muitos meios de comunicação descrevendo a invasão como "odiosa" ou " anti-americana." Um comentarista sugeriu que o comentário sobre o ataque foi "provavelmente a primeira vez na história que os polígamos americanos receberam uma cobertura da mídia que foi em grande parte simpática". Outro sugeriu que o "único paralelo americano do ataque é as ações federais contra os nativos americanos no século XIX".
Quando Pyle perdeu sua candidatura à reeleição em 1954 para o candidato democrata Ernest McFarland, Pyle culpou as conseqüências do ataque como tendo destruído sua carreira política.

## Apoio da Igreja de Jesus Cristo dos Santos dos últimos dias
Um dos poucos meios de comunicação para aplaudir o ataque foi o Deseret News, baseado em Salt Lake City, que pertencia a A Igreja de Jesus Cristo dos Santos dos Últimos Dias (Igreja SUD). O News aplaudiu a ação como uma resposta necessária para evitar que os fundamentalistas se tornassem "um tipo de câncer que está além da esperança de um reparo humano". Quando o jornal publicou posteriormente seu apoio para separar as crianças de seus pais polígamos, houve uma reação contra o jornal e a igreja por parte de alguns santos dos últimos dias, incluindo Juanita Brooks, que reclamou que a organização da igreja estava aprovando "tal coisa basicamente cruel e perversa como a tomada de criancinhas de sua mãe." A invasão de Short Creek foi a última ação contra fundamentalistas mórmons polígamos que tem sido ativamente apoiada pela Igreja de Jesus Cristo dos santos dos últimos dias.

## Rescaldo
Após a invasão de Short Creek, a colônia poligâmica fundamentalista mórmon em Short Creek finalmente rejuvenesceu. Short Creek foi renomeada Colorado City em 1960. Em 1991, os fundamentalistas mórmons em Colorado City formalmente estabeleceram a Igreja Fundamentalista de Jesus Cristo dos Santos dos Últimos Dias (Igreja da FLDS). Os membros da seita não enfrentaram nenhum processo por seu comportamento polígamo até o final da década de 1990, quando indivíduos isolados começaram a ser processados. Em 2006, o líder da Igreja da FLDS, Warren Jeffs, foi colocado na Lista dos Dez Mais Procurados do FBI; ele foi preso em 2007 e em 2011 foi condenado no Texas por duas acusações de abuso sexual infantil.
Em 3 de abril de 2008, após alegações de abuso físico e sexual por um interlocutor não identificado que afirmava ser uma menina de 16 anos, policiais invadiram um complexo da FLDS que Jeffs fundou no Texas chamado YFZ Ranch. Em 8 de abril, um total de 416 crianças foram retiradas do complexo pelas autoridades. Um ex-membro da Igreja da FLDS, Carolyn Jessop, chegou ao local no dia 6 de abril e declarou sua opinião de que a ação no Texas era diferente da invasão de Short Creek. Outros, no entanto, estabeleceram conexões diretas entre os dois eventos.